# Pietro Podestà
Pietro Podestà (Genova, 20 settembre 1928) è un ex calciatore italiano, di ruolo terzino.

## Carriera
Ha disputato sette campionati di Serie A dal 1950 al 1957 con le maglie di Sampdoria e Pro Patria, per complessive 126 presenze e 2 reti in massima serie.
Ha inoltre totalizzato 19 presenze col Catania nel campionato di Serie B 1957-1958.